# Pietro Coccoluto Ferrigni
Pietro Coccoluto Ferrigni (Livorno, 15 novembre 1836 – Firenze, 13 dicembre 1895) è stato uno scrittore, avvocato e patriota italiano.
Era altresì conosciuto con lo pseudonimo di Yorick figlio di Yorick, omaggio al personaggio alter ego di Laurence Sterne, che usava firmarsi Yorick.

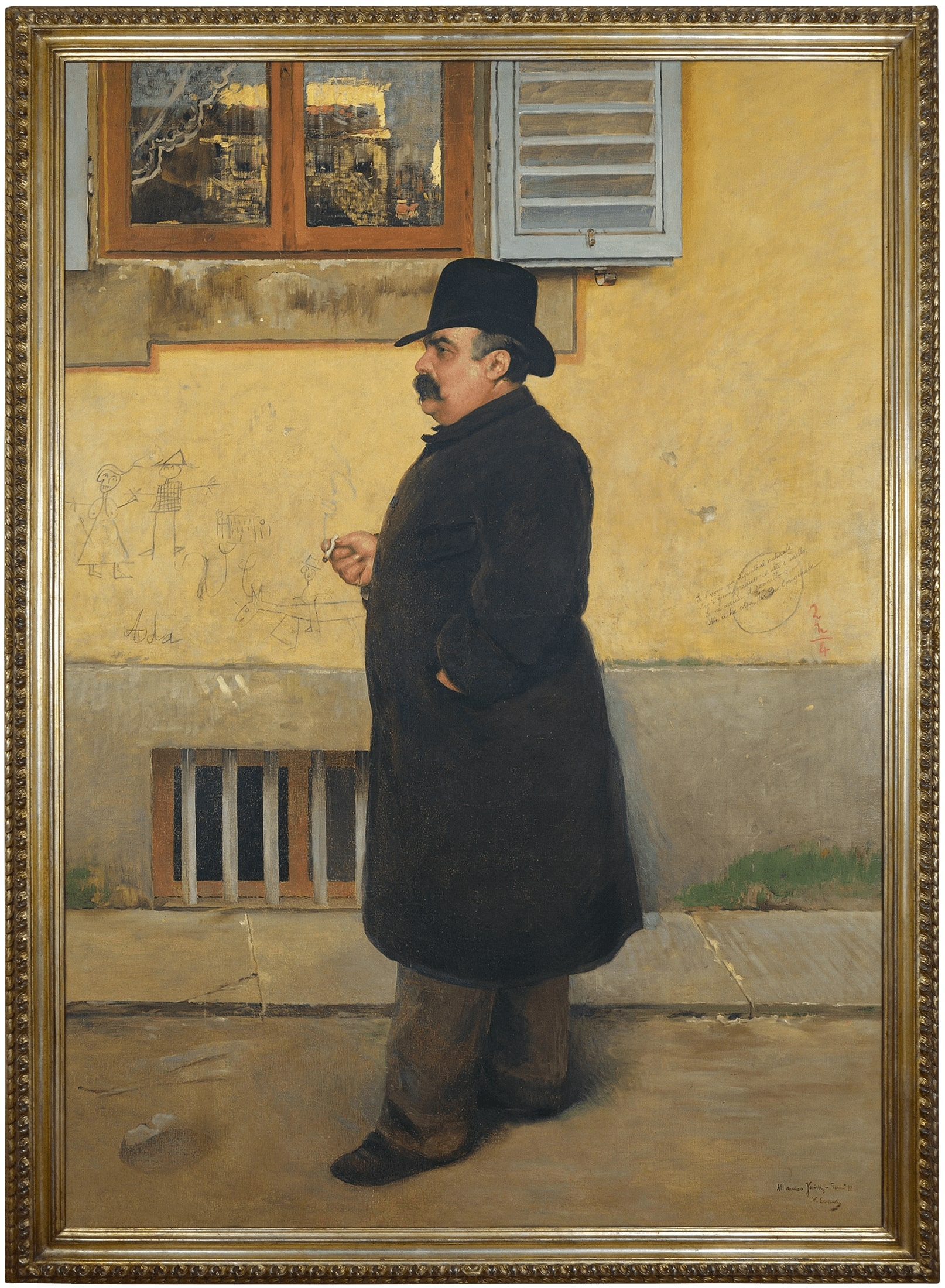
Vittorio Matteo Corcos: Yorick, 1889. Olio su tela, cm 199x138. Livorno, Museo civico Giovanni Fattori.

## Biografia
Brillante studente dalla memoria prodigiosa, Pietro Francesco Leopoldo Coccoluto Ferrigni è figlio di emigranti napoletani dediti al commercio. A tre anni impara già a leggere e a tredici il padre Giuseppe lo iscrive al Collegio di Santa Caterina a Pisa. Non ha nemmeno sedici anni quando, dopo aver avuto una speciale dispensa del Granduca vista la giovane età, affronta, superandoli, gli esami di ammissione all'Università di Pisa. Si laurea poi a Siena, in legge, nel 1857. Nel frattempo, già dal 1854, scrive per vari giornali di Firenze, da La scaramuccia diretto da Carlo Lorenzini (Collodi), poi per L'arte, foglio teatrale di Giacomo Servadio e, dal 1856, per La lente di Cesare Tellini, dove firma per la prima volta con lo pseudonimo di Yorick, nome del personaggio dell'Amleto di William Shakespeare. Apprendendo che tale pseudonimo era già usato dallo scrittore Laurence Sterne, modifica il suo in Yorick figlio di Yorick. 
Conosce Celestino Bianchi, il barone Bettino Ricasoli, il marchese Ferdinando Bartolommei, l'avvocato Vincenzo Salvagnoli, il poeta Emilio Frullani e molti altri, avvicinandosi alle idee liberali che preparavano il cambiamento politico in Toscana, la guerra all'Austria e l'unione al Piemonte. Il Ferrigni viene incaricato di preparare bollettini clandestini e articoli politici nei giornali non toscani. Il 27 aprile del 1859 il granduca Leopoldo II, dopo l'aperto rifiuto dell'esercito di obbedire al proprio sovrano, lascia Firenze in esilio volontario e la notte stessa Ferrigni parte per Siena e Grosseto in qualità di segretario dell avvocato Piero Puccioni, commissario straordinario delle due provincee al ritorno viene nominato segretario aggiunto al Ministero della guerra, partendo poi come volontario nel 5º corpo dell'esercito franco-italiano con il grado di sottotenente di fanteria. Dopo la Pace di Villafranca diventa segretario particolare di Garibaldi fino al ritiro di questi a Caprera. Nel 1860 partecipa alla spedizione dei Mille e viene ferito a Milazzo. Viene promosso al grado di capitano e decorato con la medaglia al valor militare. Dopo la presa di Gaeta abbandona l'esercito.
Nel 1864 dà l'esame di avvocatura, diventando avvocato a tutti gli effetti. Nell'agosto dello stesso anno si sposa ed avrà due figli, Umberto e Mario. Dal 1868 collabora al giornale La Nazione di Firenze. Nel 1870 figura tra i fondatori del quotidiano Il Fanfulla. Scrive anche in francese e tedesco.
Nel 1895 muore per malattia.
È sepolto nel cimitero monumentale delle Porte Sante in Firenze.

## Opere
- Viaggio attraverso l'Esposizione italiana del 1861 (1861)
- Fra quadri e statue: strenna-ricordo della seconda Esposizione nazionale di belle arti (1873)
- La festa dei fiori (1874)
- Vedi Napoli e poi... (1877)
- Su e giù per Firenze (1877)
- Passeggiate (1879)
- Il pubblico (1882)
- Giostre e tornei (1882)
- Garibaldi non è morto! (1882)
- Lungo l'Arno, seconda serie di Su e giù per Firenze (1882)
- La Lepanto - ricordi, notizie, ghiribizzi (1883)
- La storia dei burattini (1884)
- Il gran re al Pantheon (1884)
- Almanacco umoristico per l'anno 1884 (1884)
- Teatro spicciolo (1884)
- Vent'anni al teatro, 2 voll. (1884-85)
- Tribunali umoristici (1886)
- Teatro e governo (1888)
- La morte di una musa (1902, ed.post.)
- Conferenze (1903, ed.post.)
- Pietro Cossa e il dramma romano (1905, ed.post.)
- La pesca del corallo
- La pesca del pesce nel Regno d'Italia
- Sui docks e magazzini generali della città di Livorno
- Il Re è morto
- Cronache dei bagni di mare